# Taihe (Jinzhou)
Der Stadtbezirk Taihe (chinesisch 太和区, Pinyin Tàihé Qū) ist ein Stadtbezirk der bezirksfreien Stadt Jinzhou im Südwesten der Provinz Liaoning in der Volksrepublik China. Er hat eine Fläche von 719,3 km² und zählt 457.602 Einwohner (Stand: Zensus 2020).

## Administrative Gliederung
Auf Gemeindeebene setzt sich Taihe aus fünf Straßenvierteln, vier Gemeinden und einer städtischen Obstplantage zusammen. Diese sind
| Straßenviertel Lingxi (凌西街道); Straßenviertel Taihe (太和街道); Straßenviertel Tanghezi (汤河子街道); Straßenviertel Xinglong (兴隆街道); Straßenviertel Xuejia (薛家街道); | Gemeinde Daxue (大薛乡); Gemeinde Nü’erhe (女儿河乡); Gemeinde Xinmin (新民乡); Gemeinde Yingpan (营盘乡); Obstplantage der Stadt Jinzhou (锦州市果树农场). |